# Sigfrid Jacobsson

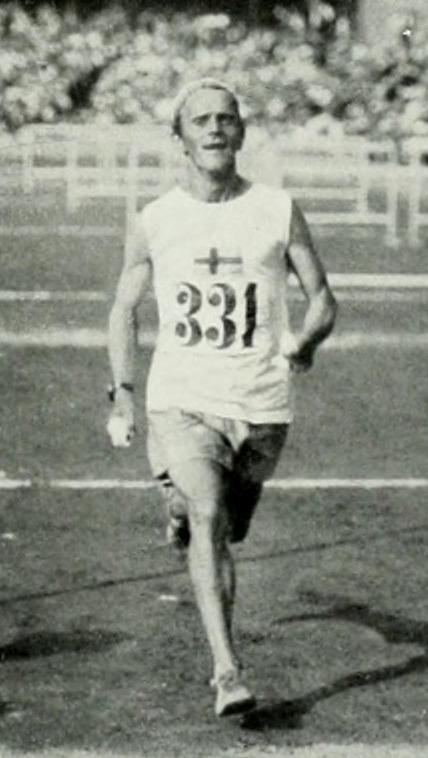
Sigfrid Jacobsson beim olympischen Marathon 1912

Sigfrid Jacobsson (Albin Sigfrid „Sigge“ Jacobsson; * 4. Juni 1883 in Helsinki; † 20. Juli 1961 in Stockholm) war ein schwedischer Marathonläufer.
1910 wurde er Schwedischer Meister in 2:47:00 h. 1911 gewann er in Schweden drei Marathonläufe, den schnellsten am 2. Juli in Stockholm mit 2:37:42 h. Bei den Olympischen Spielen 1912 in Stockholm wurde er Sechster in 2:43:25 h.